# Volksabstimmungen in der Schweiz 2000
Dieser Artikel bietet eine Übersicht der Volksabstimmungen in der Schweiz im Jahr 2000.
In der Schweiz fanden 2000 auf Bundesebene 15 Volksabstimmungen statt, im Rahmen von vier Urnengängen am 12. März, 21. Mai, 24. September und 26. November. Dabei handelte es sich um ein obligatorisches Referendum, zehn Volksinitiativen, eine Volksinitiative mit Gegenentwurf und Stichfrage, einen Gegenentwurf zu einer zurückgezogenen Volksinitiative und zwei fakultative Referenden.

## Abstimmungen am 12. März 2000

### Ergebnisse
| Nr. | Vorlage | Art | Stimm- berechtigte | Abgegebene Stimmen | Beteiligung | Gültige Stimmen | Ja        | Nein      | Ja-Anteil | Nein-Anteil | Stände | Ergebnis |
| --- | --- | --- | ------------------ | ------------------ | ----------- | --------------- | --------- | --------- | --------- | ----------- | ------ | -------- |
| 459 | Bundesbeschluss über die Reform der Justiz | OR  | 4'659'113          | 1'953'228          | 41,92 %     | 1'864'462       | 1'610'107 | 0'254'355 | 86,36 %   | 13,64 %     | 23:0   | ja       |
| 460 | Eidgenössische Volksinitiative «für die Beschleunigung der direkten Demokratie (Behandlungsfristen für Volksinitiativen in Form eines ausgearbeiteten Entwurfs)»        | VI  | 4'659'113          | 1'961'705          | 42,10 %     | 1'909'954       | 0'573'038 | 1'336'916 | 30,00 %   | 70,00 %     | 0:23   | nein     |
| 461 | Eidgenössische Volksinitiative «für eine gerechte Vertretung der Frauen in den Bundesbehörden (Initiative 3. März)»                                                     | VI  | 4'659'113          | 1'965'541          | 42,18 %     | 1'927'173       | 0'346'314 | 1'580'859 | 17,97 %   | 82,03 %     | 0:23   | nein     |
| 462 | Eidgenössische Volksinitiative «zum Schutze des Menschen vor Manipulationen in der Fortpflanzungstechnologie (Initiative für menschenwürdige Fortpflanzung)»            | VI  | 4'659'113          | 1'966'168          | 42,20 %     | 1'911'167       | 0'539'795 | 1'371'372 | 28,24 %   | 71,76 %     | 0:23   | nein     |
| 463 | Eidgenössische Volksinitiative «für die Halbierung des motorisierten Strassenverkehrs zur Erhaltung und Verbesserung von Lebensräumen (Verkehrshalbierungs-Initiative)» | VI  | 4'659'113          | 1'974'530          | 42,37 %     | 1'948'123       | 0'415'605 | 1'532'518 | 21,33 %   | 78,67 %     | 0:23   | nein     |

### Justizreform
Im November 1996 präsentierte der Bundesrat eine Justizreform, deren Ziel es war, den Rechtsschutz zu verbessern, die Funktionsfähigkeit der Bundesgerichte zu stärken und die Grundlagen für ein einheitlicheres Prozessrecht zu schaffen. Die Reform hätte ursprünglich Teil der Totalrevision der Schweizer Bundesverfassung 1999 sein sollen, wurde dann aber ausgelagert. In der Debatte strich das Parlament die geplante Einführung einer Verfassungsgerichtsbarkeit und schwächte die vorgeschlagene Beschränkung des Zugangs zum Bundesgericht ab. Der Verfassungsartikel umfasste damit neu unter anderem die Garantie des Zugangs zu einem unabhängigen Gericht und der richterlichen Unabhängigkeit, die Schaffung richterlicher Vorinstanzen für nahezu alle Rechtsfälle, die Bundeskompetenz zur Einführung eines einheitlichen Zivil- und Strafprozessrechts, die Einführung der Stimmrechtsbeschwerde auf Bundesebene sowie die Möglichkeit interkantonaler richterlicher Behörden. Die Vorlage war weitgehend unumstritten; einzig drei Kantonalsektionen der SVP und der LPS sprachen sich dagegen aus. In der massvollen Reform sahen die Befürworter eine deutliche Verbesserung des Rechtsstaats. Wenig überraschend fiel die Zustimmung bei Volk und Ständen sehr deutlich aus.

### Beschleunigung der direkten Demokratie
Karl Schweri, der Chef der Detailhandelskette Denner, lancierte im August 1996 eine Volksinitiative. Sie verlangte, dass die Volksabstimmung über eine ausformulierte Volksinitiative künftig spätestens ein Jahr nach der Einreichung stattfinden müsse. Diese Frist sollte um ein weiteres Jahr verlängert werden können, falls die Bundesversammlung einen Gegenvorschlag dazu ausarbeitet. In nur vier Monaten gelang es, die dafür notwendigen Unterschriften zu sammeln. Im November 1998 nahm der Bundesrat dazu Stellung und empfahl die Ablehnung, denn die verlangte Frist sei für eine gründliche Beurteilung durch Regierung und Parlament sowie für eine seriöse Meinungsbildung in der Bevölkerung schlicht zu kurz. Ausserdem seien die Behandlungsfristen mit einer Gesetzesänderung im April 1997 bereits wesentlich verkürzt worden. Das Parlament folgte dieser Einschätzung. In der Abstimmungskampagne fand das Begehren nur bei Rechtsaussenparteien und Teilen der SVP Unterstützung, wobei die Befürworter hauptsächlich Stimmung gegen angeblich faule Bundesbeamte machten, die Volksbegehren aus taktischen Gründen bewusst verschleppen würden. Alle anderen Parteien machten auf die kürzlich erfolgten Vereinfachungen der Verfahren aufmerksam und betonten, dass weitere Verkürzungen kontraproduktiv seien, da da direkte Demokratie eine gewisse Zeit zur Diskussion benötige. Sieben Zehntel der Abstimmenden und alle Kantone lehnten die Initiative ab.

### Frauen in den Bundesbehörden
Die Nichtwahl von Christiane Brunner in den Bundesrat löste 1993 eine vorübergehende Protestwelle aus (Brunner-Effekt) und führte zu einer Neubelebung der Schweizer Frauenbewegung. Das vor allem von Parlamentarierinnen der Grünen Partei getragene Komitee «Frauen in den Bundesrat» reichte im März 1995 eine Volksinitiative ein. Sie forderte eine Frauenquote für Wahlen in verschiedene Bundesbehörden. Im Nationalrat sollte die Differenz zwischen der in einem Kanton gewählten Anzahl Männer und Frauen nicht grösser sein als eins; in den Ständerat sollten jene Kantone mit zwei Sitzen je einen Mann und eine Frau wählen, im Bundesrat sollten mindestens drei der sieben Mitglieder Frauen sein, und der Frauenanteil im Bundesgericht sollte mindestens 40 Prozent betragen. Bundesrat und Parlament wiesen die Quoten-Initiative zurück, da sie die Wahlfreiheit einschränke und unverhältnismässig in andere Grundrechte eingreife. Sieben Jahre nach dem auslösenden Ereignis war die Empörung verflogen, und das Begehren fand nur bei der politischen Linken sowie dem katholischen Frauenbund Unterstützung. Entsprechend flau verlief die Abstimmungskampagne, zumal selbst die Befürworterinnen die Initiative für chancenlos hielten; so beschloss der Bund Schweizerischer Frauenorganisationen die Stimmfreigabe. Die Gegner wiesen auch darauf hin, dass sich die Gleichstellung der Geschlechter nicht durch starre Quoten erreichen lasse. Mehr als vier Fünftel der Abstimmenden lehnten die Vorlage ab.

### Menschenwürdige Fortpflanzung
Zwei Jahre nach der Zustimmung von Volk und Ständen zu einem Verfassungsartikel gegen Missbräuche der Fortpflanzungs- und Gentechnologie im Mai 1992 reichte ein christlich-konservatives Komitee eine Volksinitiative ein, mit der die In-vitro-Fertilisation und die Samenspende durch Drittpersonen verboten werden sollte. Als indirekten Gegenvorschlag verabschiedete das Parlament ein Ausführungsgesetz zum bestehenden Verfassungsartikel. Obwohl es insbesondere bei der Eizellspende und der Präimplantationsdiagnostik restriktiv ausfiel, hielten die Initianten an ihrem Begehren fest. Zu den Befürwortern gehörten die EDU und die Schweizer Demokraten, während die Grünen und die EVP gespalten waren. Die Rechtskonservativen setzten sich aufgrund kreationistischer Überlegungen gegen jeglichen künstlichen Eingriff in die Fortpflanzung zur Wehr, andererseits befürchteten linke Kreise mögliche Auswüchse der Eugenik. Die meisten Parteien lehnten die Vorlage ab und argumentierten, der Verfassungsartikel und das neue Gesetz über die Fortpflanzungsmedizin würden genügend Schutz vor Missbrauch bieten. Fast drei Viertel der Abstimmenden und alle Kantone lehnten die Vorlage ab.

### Verkehrshalbierungs-Initiative
Im März 1996 reichte die Umweltschutzorganisation umverkehR eine Volksinitiative ein. Bund, Kantone und Gemeinden sollten dazu verpflichtet werden, den motorisierten Verkehr auf Schweizer Strassen innerhalb von zehn Jahren auf die Hälfte zu reduzieren. Ebenso sollten sie dafür sorgen, dass der neue Stand nicht mehr überschritten wird. Massgebend sollte die in der Schweiz insgesamt erbrachte Fahrleistung sein, wobei der öffentliche Verkehr nicht mitgerechnet würde. Bundesrat und Parlament empfahlen die Initiative zur Ablehnung. Der Vorschlag sei nicht nur unverhältnismässig, sondern auch problematisch für das Wirtschaftswachstum und die Beschäftigungslage. Zudem würde das gesamte System der Verkehrsfìnanzierung infrage gestellt, und die Beziehungen der Schweiz zum Ausland würden einer neuerlichen Belastungsprobe ausgesetzt. Die Gegner rechneten im Falle einer Annahme mit dem Verlust von 130'000 Arbeitsplätzen, ebenso seien die praktischen Schwierigkeiten bei der Umsetzung immens und würden den Staat allein schon aus finanziellen Gründen überfordern. Unterstützung erhielt die Initiative bei der SP, der EVP, der CSP und den Grünen. Sie argumentierten mit einer Erhöhung der Lebensqualität und dem Ausbau des öffentlichen Verkehrs. Der vorgeschlagene Zeitplan sei realistisch und bringe mehr Sicherheit und Gesundheit für alle. Knapp vier Fünftel der Abstimmenden und alle Kantone lehnten die Initiative ab.

## Abstimmungen am 21. Mai 2000

### Ergebnisse
| Nr. | Vorlage | Art | Stimm- berechtigte | Abgegebene Stimmen | Beteiligung | Gültige Stimmen | Ja        | Nein    | Ja-Anteil | Nein-Anteil | Stände | Ergebnis |
| --- | --- | --- | ------------------ | ------------------ | ----------- | --------------- | --------- | ------- | --------- | ----------- | ------ | -------- |
| 464 | Bundesbeschluss über die Genehmigung der sektoriellen Abkommen zwischen der Schweizerischen Eidgenossenschaft einerseits und der Europäischen Gemeinschaft sowie gegebenenfalls ihren Mitgliedstaaten oder der Europäischen Atomgemeinschaft andererseits | FR  | 4'664'565          | 2'253'284          | 48,30 %     | 2'228'073       | 1'497'093 | 730'980 | 67,19 %   | 32,81 %     | –      | ja       |

### Bilaterale Abkommen mit der EU
Bereits vor der Ablehnung des EWR-Beitritts am 6. Dezember 1992 hatte der Bundesrat beschlossen, auf bilateralem Weg die Beziehungen zur Europäischen Union (EU) zu verbessern. Entsprechende Verhandlungen begannen Ende 1994, dauerten rund vier Jahre und betrafen die Bereiche öffentliches Beschaffungswesen, Forschung, Landwirtschaft, Land-, Luft- und Personenverkehr sowie technische Handelshemmnisse. Die zwei politisch bedeutendsten Abkommen sollten für die Schweiz eine schrittweise Einführung der Personenfreizügigkeit sowie die Aufhebung der 28-Tonnen-Limite für Lastwagen bringen. Auf Gesetzesstufe waren zudem eine Reihe flankierender Massnahmen vorgesehen, um mögliche negative Folgen abzufedern. Diese führten zu langwierigen Debatten und schliesslich zu einem Kompromiss, dem das Parlament im Oktober 1999 deutlich zustimmte. Gegen den Beschluss ergriffen elf Komitees rechtsnationaler und linksalternativ-grüner Ausprägung das Referendum. Bereits kurz nach dem Parlamentsentscheid lancierte der Bundesrat eine breit angelegte Abstimmungskampagne, die von allen grösseren Verbänden und Parteien Unterstützung erhielt. Ausnahmen waren die Schweizer Demokraten, die EDU, die FPS, die Lega dei Ticinesi, 14 SVP-Kantonalparteien und die AUNS. Sie machten geltend, die Verträge seien unnötig und hätten hohe Kosten sowie schwerwiegende Nachteile zur Folge, beispielsweise eine stärkere Einwanderung und eine deutliche Zunahme des Schwerverkehrs. Die Befürworter argumentierten, die bilateralen Abkommen seien eine grosse Chance, die die Schweiz auf keinen Fall verpassen dürfe. Die Öffnung des EU-Marktes und des Forschungsplatzes würden den Werk- und Denkplatz Schweiz stärken und dazu beitragen, Wohlstand und Wachstum zu sichern. Ausserdem hätten die Abkommen nichts mit einem EU-Beitritt zu tun. Mehr als zwei Drittel der Abstimmenden nahmen die Vorlage an, Nein-Mehrheiten gab es nur in den Kantonen Schwyz und Tessin.

## Abstimmungen am 24. September 2000

### Ergebnisse
| Nr. | Vorlage | Art | Stimm- berechtigte | Abgegebene Stimmen | Beteiligung | Gültige Stimmen | Ja                                                 | Nein                                               | Ja-Anteil                                          | Nein-Anteil                                        | Stände                                             | Ergebnis                                           |
| --- | --- | --- | ------------------ | ------------------ | ----------- | --------------- | -------------------------------------------------- | -------------------------------------------------- | -------------------------------------------------- | -------------------------------------------------- | -------------------------------------------------- | -------------------------------------------------- |
| 465 | Eidgenössische Volksinitiative «für einen Solarrappen (Solar-Initiative)»                                                        | VI  | 4'676'509          | 2'090'548          | 44,70 %     | 2'037'256       | 636'848                                            | 1'364'751                                          | 31,26 %                                            | 68,74 %                                            | 0:23                                               | nein                                               |
| 465 | Verfassungsartikel über eine Förderabgabe für erneuerbare Energien (Gegenentwurf zur Solar-Initiative)                           | GE  | 4'676'509          | 2'090'548          | 44,70 %     | 2'037'256       | 922'481                                            | 1'055'977                                          | 45,28 %                                            | 54,72 %                                            | 4½:18½                                             | nein                                               |
| 465 | Stichfrage | SF  | 4'676'509          | 2'090'548          | 44,70 %     | 2'037'256       | Erläuterung im entsprechenden Kapitel weiter unten | Erläuterung im entsprechenden Kapitel weiter unten | Erläuterung im entsprechenden Kapitel weiter unten | Erläuterung im entsprechenden Kapitel weiter unten | Erläuterung im entsprechenden Kapitel weiter unten | Erläuterung im entsprechenden Kapitel weiter unten |
| 466 | Verfassungsartikel über eine Energielenkungsabgabe für die Umwelt (Gegenentwurf zur zurückgezogenen «Energie-Umwelt-Initiative») | GE  | 4'676'509          | 2'099'325          | 44,89 %     | 2'017'747       | 898'050                                            | 1'119'697                                          | 44,51 %                                            | 55,49 %                                            | 2½:20½                                             | nein                                               |
| 467 | Eidgenössische Volksinitiative «für eine Regelung der Zuwanderung»                                                               | VI  | 4'676'509          | 2'117'053          | 45,26 %     | 2'084'850       | 754'626                                            | 1'330'224                                          | 36,20 %                                            | 63,80 %                                            | 0:23                                               | nein                                               |
| 468 | Eidgenössische Volksinitiative «Mehr Rechte für das Volk dank dem Referendum mit Gegenvorschlag (Konstruktives Referendum)»      | VI  | 4'676'509          | 2'095'513          | 44,80 %     | 1'984'806       | 676'776                                            | 1'308'030                                          | 34,10 %                                            | 65,90 %                                            | 0:23                                               | nein                                               |

### Solar-Initiative
Nach der Zustimmung zum Energieartikel im September 1990 startete der Bund das Aktionsprogramm Energie2000. Es beabsichtigte, den Verbrauch von nicht erneuerbaren Energien und den CO2-Ausstoss zu reduzieren. Um dieses Ziel zu unterstützen, reichte der überparteiliche «Förderverein Energie-Umwelt- und Solar-Initiativen» im März 1995 eine Volksinitiative für einen so genannten Solarrappen ein. Der Bund sollte verpflichtet werden, die Nutzung der Sonnenenergie sowie die effiziente und nachhaltige Energienutzung zu fördern. Zur Finanzierung entsprechender Vorhaben sollte 25 Jahre lang eine indexierte Abgabe von 0,1 Rappen pro Kilowattstunde auf dem Verbrauch von nicht erneuerbaren Energien erhoben werden (ansteigend auf 0,5 Rappen). Mindestens die Hälfte des Ertrags sollte für die Förderung der Sonnenenergie verwendet werden. Der Bundesrat hielt die Initiative für zu unflexibel und wies sie zurück, doch das Parlament einigte sich gegen dessen Willen auf einen Gegenentwurf. Trotzdem hielt das Initiativkomitee an seinem Begehren fest. Somit hatten die Stimmberechtigten erstmals die Möglichkeit, ihren Willen über ein doppeltes Ja mit Stichfrage zu bekunden. Linke Parteien sprachen sich für die Vorlage aus; sie machten geltend, die Abgabe ermögliche eine umweltfreundlichere und effizientere Energieversorgung. Die bürgerlichen Parteien hingegen waren der Ansicht, eine Energiesteuer würde die wirtschaftliche Entwicklung hemmen; zudem biete das seit Mai 2000 geltende CO2-Gesetz bereits genügend Anreize zur Reduktion von Treibhausgasen. Mehr als zwei Drittel der Abstimmenden und alle Kantone lehnten die Vorlage ab.

### Förderabgabe für erneuerbare Energien
Der vom Parlament beschlossene Gegenentwurf zur Solar-Initiative sah eine auf zehn Jahre begrenzte zweckgebundene Abgabe auf nicht erneuerbare Energien vor. Der Ertrag von 0,3 Rappen je Kilowattstunde sollte nicht nur für die Förderung der Sonnenenergie verwendet werden, sondern auch für die Förderung der geothermischen Energie, der Energie aus Holz und Biomasse, der rationellen Energienutzung sowie für die Erhaltung und Erneuerung einheimischer Wasserkraftwerke. Für jede Massnahme sollte je ein Viertel des Ertrags eingesetzt werden. Im Gegensatz zur Initiative sprach sich die CVP für den Gegenentwurf aus, ansonsten verliefen die Frontlinien im Abstimmungskampf gleich, und auch die Argumente waren weitgehend dieselben. Knapp 55 Prozent der Abstimmenden lehnten auch den Gegenentwurf ab, Zustimmung fand er nur in den Kantonen Bern, Basel-Stadt, Genf, Graubünden und Zürich.

### Stichfrage
Da sowohl die Initiative als auch der Gegenentwurf keine Mehrheit fanden, hatte die Stichfrage letztlich keinerlei Auswirkungen. Nur etwas mehr als vier Fünftel der Abstimmenden beantworteten sie überhaupt. 1'079'944 Personen (65,43 %) und sämtliche Kantone hätten sich für den Gegenentwurf ausgesprochen, 570'401 Personen (34,56 %) für die Initiative.

### Energielenkungsabgabe
Der «Förderverein Energie-Umwelt- und Solar-Initiativen» reichte im März 1995 eine zweite Volksinitiative «für die Belohnung des Energiesparens und gegen die Energieverschwendung (Energie-Umwelt-Initiative)» ein. Sie forderte, dass der Verbrauch der nicht erneuerbaren Energien innerhalb von acht Jahren stabilisiert und anschliessend während 25 Jahren im Durchschnitt um ein Prozent pro Jahr vermindert wird. Zu diesem Zweck sollte eine Lenkungsabgabe auf nicht erneuerbaren Energien und auf Elektrizität aus grösseren Wasserkraftwerken erhoben werden. Während der Bundesrat die Initiative wegen der als zu hoch empfundenen Anpassungskosten für die Wirtschaft zurückwies, beschloss das Parlament einen weiteren Gegenentwurf. Mit einem neuen Verfassungsartikel sollte der Bund die Kompetenz erhalten, auf nicht erneuerbaren Energieträgern eine Abgabe zu erheben. Der Betrag sollte dazu verwendet werden, die Lohnnebenkosten zu senken, um dadurch die finanzielle Mehrbelastung von Unternehmen durch höhere Energiepreise auszugleichen. Die Abgabe sollte maximal 2 Rappen pro Kilowattstunde betragen. Das Initiativkomitee beschloss daraufhin, sein Begehren zurückzuziehen. Die Abstimmungskampagne war eng mit jener zur Solar-Initiative und zu dessen Gegenentwurf verflochten. Befürworter und Gegner waren weitgehend dieselben, ebenso ähnelten sich die Argumente. Die Vorlage scheiterte mit knapp 55 Prozent der Stimmen, Ja-Mehrheiten fand sie nur in den Kantonen Basel-Stadt, Graubünden und Zürich.

### Regelung der Zuwanderung
Das rechtsbürgerliche «Komitee für eine begrenzte Zuwanderung» reichte im August 1995 eine Volksinitiative ein. Sie war eine Reaktion auf den wieder kontinuierlich wachsenden Ausländeranteil der Bevölkerung und stand in der Tradition der in den 1970er- und 1980er-Jahren regelmässig eingereichten «Überfremdungsinitiativen». Konkret verlangte sie, dass der Anteil der ausländischen Wohnbevölkerung der Schweiz höchstens 18 Prozent der Gesamtbevölkerung betragen dürfe (daher auch der alternative Name «18-Prozent-Initiative»). Miteinberechnet würden Asylbewerber, vorläufig Aufgenommene und Kriegsflüchtlinge, nicht jedoch qualifizierte Wissenschaftler, Führungskräfte, Künstler, Schüler und Studenten. Bundesrat und Parlament wiesen das Begehren zurück. Zu den Befürwortern gehörten kleine Rechtsaussenparteien und die SVP (mit elf abweichenden Kantonalparteien). Sie argumentierten, die laufende Revision des Ausländergesetzes bringe keine Stabilisierung des Ausländeranteils. 18 Prozent Ausländeranteil seien genug, ansonsten würden die Schweizer allmählich zu Fremden im eigenen Land. Das breit abgestützte gegnerische Komitee argumentierte, die Initiative laufe den wirtschaftlichen Interessen der Schweiz diametral zuwider und torpediere das Freizügigkeitsabkommen mit der EU. Ausserdem seien die Zahl der Asylgesuche und der Familiennachzug nur schwer steuerbar. Ein zweites Komitee linker Parteien und einzelner CVP-Mitglieder bekämpfte die Initiative mit humanitären Argumenten wie Achtung der Menschenrechte, Integration und erleichterter Einbürgerung. Über drei Fünftel der Abstimmenden und alle Kantone lehnten die Initiative ab.

### Einführung des konstruktiven Referendums
Im März 1997 reichte die SP eine Volksinitiative ein. Nach dem Vorbild der Kantone Bern und Nidwalden sollte auch auf Bundesebene das konstruktive Referendum als Instrument der direkten Demokratie eingeführt werden. Dabei sollten 50'000 Stimmberechtigte oder acht Kantone eine Abstimmung über einen Gegenvorschlag zu einem Bundesgesetz verlangen können. Der Bundesrat und das Parlament empfahlen die Ablehnung des Begehrens, da die konkrete Umsetzung zu praktischen abstimmungstechnischen Problemen führen könnte, wenn beispielsweise zu einem Beschluss mehrere konstruktive Referenden gleichzeitig eingereicht würden. Die Vorlage stiess in der Bevölkerung auf wenig Interesse und vermochte keine breite Diskussion über die Volksrechte auszulösen. Zu den Befürwortern gehörten neben linken Parteien auch die EVP und die Lega dei Ticinesi. Sie betonten, der Vorschlag sei praktikabel und in Bern und Nidwalden sei es noch nie zu irgendwelchen Problemen gekommen. Die überwiegend bürgerlichen Gegner warnten vor einer «Rosinenpickerei» und einer inkohärenten Gesetzgebung. Knapp zwei Drittel der Abstimmenden und alle Kantone lehnten die Vorlage ab.

## Abstimmungen am 26. November 2000

### Ergebnisse
| Nr. | Vorlage | Art | Stimm- berechtigte | Abgegebene Stimmen | Beteiligung | Gültige Stimmen | Ja        | Nein      | Ja-Anteil | Nein-Anteil | Stände | Ergebnis |
| --- | --- | --- | ------------------ | ------------------ | ----------- | --------------- | --------- | --------- | --------- | ----------- | ------ | -------- |
| 469 | Eidgenössische Volksinitiative «für eine Flexibilisierung der AHV – gegen die Erhöhung des Rentenalters für Frauen»                                               | VI  | 4'680'971          | 1'950'308          | 41,66 %     | 1'916'131       | 0'756'337 | 1'159'794 | 39,47 %   | 60,53 %     | 6:17   | nein     |
| 470 | Eidgenössische Volksinitiative «für ein flexibles Rentenalter ab 62 für Frau und Mann»                                                                            | VI  | 4'680'971          | 1'952'766          | 41,71 %     | 1'924'757       | 0'885'772 | 1'038'985 | 46,54 %   | 53,46 %     | 7:16   | nein     |
| 471 | Eidgenössische Volksinitiative «Sparen beim Militär und der Gesamtverteidigung – für mehr Frieden und zukunftsgerichtete Arbeitsplätze (Umverteilungsinitiative)» | VI  | 4'680'971          | 1'952'765          | 41,71 %     | 1'921'970       | 0'723'047 | 1'198'923 | 37,62 %   | 62,38 %     | 4:19   | nein     |
| 472 | Eidgenössische Volksinitiative «für tiefere Spitalkosten» | VI  | 4'680'971          | 1'950'182          | 41,66 %     | 1'917'536       | 0'343'008 | 1'574'528 | 17,89 %   | 82,11 %     | 0:23   | nein     |
| 473 | Bundespersonalgesetz (BPG) | FR  | 4'680'971          | 1'944'222          | 41,53 %     | 1'876'376       | 1'253'995 | 0'622'381 | 66,83 %   | 33,17 %     | –      | ja       |

### Flexibilisierung der AHV
Nach dem Beschluss des Parlaments, im Rahmen der zehnten AHV-Reform das Rentenalter der Frauen schrittweise von 62 auf 64 Jahre zu erhöhen, reichten der Schweizerische Kaufmännische Verband (SKV) und die Grünen im Mai 1996 je eine Volksinitiative ein. Jene des SKV wollte die Einführung einer sogenannten Ruhestandsrente ab dem 62. Altersjahr für Frauen und Männer festschreiben. Sie sollte im 62. Altersjahr ungekürzt bezogen werden dürfen, wenn die Erwerbstätigkeit aufgegeben oder wenn nur noch ein geringes Einkommen erzielt würde. Ab welchem Altersjahr die Altersrente bedingungslos (losgelöst von einem allfälligen Einkommen) bezogen werden könnte, hätte der Gesetzgeber zu bestimmen. Bundesrat und Parlament wiesen das Begehren zurück, da die Ruhestandsrente tendenziell zu einer generellen Senkung des Rentenalters mit entsprechender erheblicher Kostenfolge führen würde. Die Befürworter des linken Lagers und der Gewerkschaften argumentierten, ohne die Initiative könnten sich nur Wohlhabende ein flexibles Rentenalter leisten. Bürgerliche Parteien und Wirtschaftsverbände bekämpften die Initiative, indem sie auf die Mehrkosten hinwiesen, die sich auf jährlich zwei Milliarden Franken belaufen würden. Etwas mehr als drei Fünftel der Abstimmenden lehnten die Vorlage ab; Ja-Mehrheiten erzielte sie in sechs Kantonen der lateinischen Schweiz, während sie in der Deutschschweiz weitherum auf Ablehnung stiess.

### Flexibles Rentenalter ab 62
Die fast gleichzeitig eingereichte Initiative der Grünen verfolgte ein ähnliches Ziel wie jene des SKV. Sie wollte ebenfalls eine Flexibilisierung der AHV und die Gleichstellung von Mann und Frau bezüglich des Rentenalters erreichen. Neben dem ungekürzten Bezug einer Altersrente bei Erwerbsaufgabe ab dem 62. Altersjahr sah diese Initiative vor, dass bei teilweiser Erwerbsaufgabe ein Teil der Rente bezogen werden kann. Auch hier hätte der Gesetzgeber zu bestimmen, ab welchem Altersjahr die Altersrente bedingungslos (losgelöst von einem allfälligen Einkommen) bezogen werden könnte. Ferner könnte er die Altersgrenze herabsetzen und unter bestimmten Bedingungen einen Vorbezug vorsehen. Die Lager der Befürworter und Gegner waren weitgehend gleich zusammengesetzt, auch die Argumente ähnelten sich. Zwar wurde diese Initiative ebenfalls abgelehnt, doch die Zustimmung war mit 46 Prozent wesentlich höher; zu den sechs zustimmenden Kantonen der SKV-Vorlage gesellte sich der Kanton Wallis hinzu. Beide Seiten werteten das relativ knappe Nein als Signal für den Wunsch nach einer grundsätzlichen Flexibilisierung des Rentenalters.

### Umverteilungsinitiative
1995 hatte das Parlament eine Volksinitiative der SP mit dem Titel «Für weniger Militärausgaben und mehr Friedenspolitik» für ungültig erklärt, da kein sachlicher Zusammenhang darin bestand, Militärkredite zu kürzen und einen Teil der dadurch eingesparten Gelder für die Sicherung der Sozialwerke einzusetzen. Als Reaktion darauf reichte die SP eine neue Initiative ein, die den Grundsatz der Einheit der Materie wahrte. Nach dem Willen der Initianten sollten die Ausgaben für die Landesverteidigung innerhalb von zehn Jahren auf die Hälfte der Ausgaben von 1987 gesenkt werden. Ein Drittel des eingesparten Betrags sollte stattdessen in zusätzliche friedenspolitische Massnahmen auf internationaler Ebene fliessen. Bundesrat und Parlament wiesen das Begehren zurück, da es die Landesverteidigung schwäche und die Militärausgaben des Jahres 2002 real bereits 28 Prozent tiefer seien als noch 15 Jahre zuvor. Linke und Gewerkschaften argumentierten, dass die militärische Bedrohung mit dem Ende des Kalten Kriegs abgenommen habe und deshalb Ausgabenkürzungen bei der Armee gerechtfertigt seien. Ausserdem sei die weltweite Förderung von Frieden und Entwicklung nachhaltiger. Die bürgerlichen Gegner bezeichneten die Initiative als überflüssig, weil sie auf der Ausgabenseite bereits zur Hälfte realisiert sei. Darüber hinaus würde das bereits eingeleitete Reformprojekt Armee XXI infrage gestellt. Über drei Fünftel der Abstimmenden verwarfen die Vorlage, Zustimmung fand sie nur in den französischsprachigen Kantonen Genf, Jura, Neuenburg und Waadt.

### Tiefere Spitalkosten
Das Detailhandelsunternehmen Denner reichte im September 1998 eine Volksinitiative ein, die zum Ziel hatte, die Kostenexplosion im Gesundheitswesen und bei der Krankenversicherung einzudämmen. Zu diesem Zweck sollte das Obligatorium in der Krankenversicherung auf die Deckung für Spitalaufenthalte beschränkt werden. Dabei sollten die Versicherer pro Patient täglich pauschal (also unabhängig von den tatsächlichen Kosten) 250 Franken an die Kosten des Spitalaufenthalts bezahlen. Für die ambulante oder teilstationäre Behandlung sollte eine Zusatzversicherung erforderlich sein. Bundesrat und Parlament befanden, die Zielsetzungen der Initiative seien die richtigen, die dafür vorgeschlagenen Massnahmen hingegen völlig inakzeptabel und unangemessen. Die Gesundheitskosten würden dadurch nicht verringert, sondern lediglich weniger solidarisch verteilt. Zudem sei der Zugang zu medizinischer Versorgung, die nicht im Rahmen eines Spitalaufenthalts gewährt werden könne, für Personen ohne Zusatzversicherung nicht mehr sichergestellt, was zu mehr Spitalaufenthalten und somit zu höheren Kosten führen würde. Ausser der Lega dei Ticinesi setzte sich niemand für die Initiative ein. Die wenigen Befürworter waren der Ansicht, dass die Beseitigung des teuren Versicherungsobligatoriums viele Bürger finanziell entlasten würde. Hingegen betonten die zahlreichen Gegner, die Initiative führe zu einer Zweiklassenmedizin, da sie insbesondere für Minderbemittelte den Zugang zu medizinischer Versorgung einschränke. Nicht einmal ein Fünftel der Abstimmenden unterstützten die Vorlage.

### Bundespersonalgesetz
1998 legte der Bundesrat dem Parlament einen Entwurf für ein neues Bundespersonalgesetz vor, das der Bundesverwaltung, der Post und den Bundesbahnen mehr Gestaltungsspielraum erlauben sollte. Dessen zentrales Element war der Ersatz des Beamtenstatus durch jederzeit kündbare unbefristete Verträge. Allgemein sollten die Anstellungsverhältnisse den Bestimmungen im Obligationenrecht angeglichen werden, die für die meisten Erwerbstätigen in der Schweiz gelten. Allerdings sollte der Bundesrat auch in Zukunft Minimallöhne, Höchstarbeitszeiten und die minimale Feriendauer festlegen können. Während der SVP die Reform zu wenig weit ging, kündigte der VPOD schon früh das Referendum gegen den Beschluss des Parlaments an und brachte es im Juli 2000 zustande. Unterstützung erhielten die Gegner von den linken Parteien, dem Schweizerischen Gewerkschaftsbund und von den Schweizer Demokraten. Sie sahen in der Vorlage einen Sozialabbau, der die Arbeitsbedingungen massiv verschlechtere und ein schlechtes Signal für Kantone, Gemeinden und die Privatwirtschaft sei. Zu den Befürwortern gehörten neben den bürgerlichen Parteien auch der Christlichnationale Gewerkschaftsbund und der Bundespersonalverband. Sie hoben hervor, dass die Neuerungen für die Konkurrenzfähigkeit gerade von Post und SBB unabdingbar seien. Trotzdem bleibe der Bund ein sozialer Arbeitgeber mit Gesamtarbeitsvertrag, hoher Beschäftigungssicherheit und überdurchschnittlichem Kündigungsschutz. Rund zwei Drittel der Abstimmenden sprachen sich für die Vorlage aus, einzig die Kantone Jura und Tessin lehnten sie knapp ab.